# 回答我吧！關於學長的100個問題
《回答我吧！關於學長的100個問題》是兎谷あおい創作的日本輕小說，ふーみ擔任插畫。於2017年9月至2018年9月在小說投稿網站成為小說家吧和KAKUYOMU連載。單行本於2019年8月起由MF文庫J（KADOKAWA）出版。
改編漫畫由作畫，於2020年No.6至2023年No.6在《月刊Comic Alive》連載。

## 故事概要
主角井口慶太是女主角米山真春的學長，除了距離上學最近的車站相同之外，兩人沒有其他的交集，每天早上只是碰面而已。
有一天，因為真春撿到了慶太掉落的東西，兩人開始進行對話。然後，兩人達成了一個約定，「每天只能問對方一個問題，而且必須誠實回答」。他們透過每天的一問一答，漸漸拉近彼此的距離。

## 角色列表
井口慶太
本作主角。
米山真春
本作女主角。

## 出版書籍

### 輕小說
| 卷數 | KADOKAWA      | KADOKAWA               | 台灣角川      | 台灣角川               |
| 卷數 | 發售日期      | ISBN                   | 發售日期      | ISBN                   |
| ---- | ------------- | ---------------------- | ------------- | ---------------------- |
| 1    | 2019年8月24日 | ISBN 978-4-04-065918-3 | 2020年9月14日 | ISBN 978-9-57-743970-3 |
| 2    | 2020年2月25日 | ISBN 978-4-04-064445-5 | 2021年3月10日 | ISBN 978-9-86-524287-9 |

### 漫畫
| 卷數 | 秋田書店       | 秋田書店               |
| 卷數 | 發售日期       | ISBN                   |
| ---- | -------------- | ---------------------- |
| 1    | 2021年5月20日  | ISBN 978-4-253-25794-7 |
| 2    | 2023年7月20日  | ISBN 978-4-253-25795-4 |
| 3    | 2023年12月20日 | ISBN 978-4-253-25796-1 |

## 外部連結
- 回答我吧！關於學長的100個問題－成為小說家吧（日語）
- 回答我吧！關於學長的100個問題－KAKUYOMU（日語）
- 回答我吧！關於學長的100個問題 MF文庫J